# نظریه پایداری

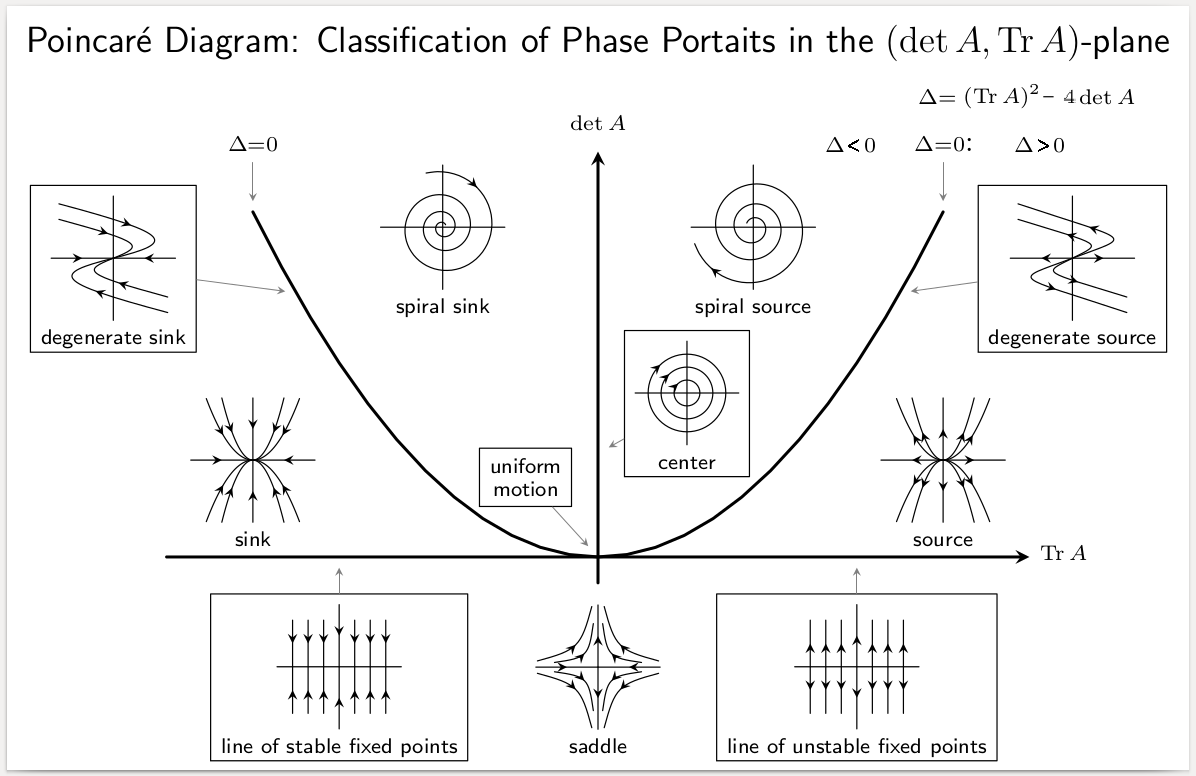
نمودار پایداری طبقه‌بندی نگاشت‌های پوانکاره با توجه به ویژگی های آن‌ها به عنوان پایدار یا ناپایدار. پایداری به طور کلی در سمت چپ نمودار افزایش می یابد.

در ریاضیات، نظریهٔ پایداری، پایداریِ پاسخ معادلاتِ دیفرانسیل و مسیر حالت سیستم‌های دینامیکی را تحت انحرافات کوچک از شرایط اولیه مورد بحث قرار می‌دهد. در حالت کلی یک قضیه پایدار است اگر انحرافی کوچک در فرضِ مسئله باعث انحرافی کوچک در نتیجه شود. باید توجه داشت که برای تعیین اندازهٔ تغییرات نیاز به تعریفِ متری مشخص است که به عنوان مثال در معادلات دیفرانسیلِ معمولی، این متر می‌تواند نرمِ {\displaystyle L_{p}} در نظر گرفته شود.

در سیستم‌های دینامیکی، یک زیر مجموعه از فضای فاز پایدارِ لیاپانوف نامیده می‌شود اگر بتوان فاصله‌ای از نقطه تعادل یافت که با قرار دادنِ شرایط اولیه برای حالت‌های سیستم درون آن، حالت‌های سیستم برای زمان‌های بعد درون دیسکی با شعاعِ به اندازه دلخواه کوچک قرار گیرند. معیارهای مختلفی وجود دارد که به کمک آنها بتوان پایداری یا ناپایداریِ مجموعه نقاطی از فضای حالت سیستم را اثبات نمود. به عنوان مثال در نمایش فضای حالتِ سیستم‌های خطیِ تغییر ناپذیر با زمان، سؤال در مورد پایداریِ سیستم به مسئله‌ای در بر گیرندهٔ مقادیر ویژهٔ ماتریس‌ها تقلیل می‌یابد. روشی کلّی‌تر برای اثبات پایداری سیستم‌های دینامیکی، در بر گیرندهٔ توابعِ لیاپانوف است.